# Климово (Крым)
Кли́мово  (до 1945 года Ротендо́рф; укр. Климове, крымскотат. Rotendorf, Ротендорф) — село в Красногвардейском районе Республики Крым, входит в состав Восходненского сельского поселения (согласно административно-территориальному делению Украины — Восходненского сельского совета Автономной Республики Крым).

## Население
| 2001 | 2014 |
| ---- | ---- |
| 870  | ↘638 |

Всеукраинская перепись 2001 года показала следующее распределение по носителям языка
| Язык             | Процент |
| ---------------- | ------- |
| русский          | 68.62   |
| украинский       | 10.8    |
| крымскотатарский | 5.52    |
| белорусский      | 1.61    |
| другие           | 0.22    |

### Динамика численности
| - 1926 год — 190 чел. - 1939 год — 270 чел. - 1989 год — 1001 чел. | - 2001 год — 870 чел. - 2009 год — 735 чел. - 2014 год — 638 чел. |

## Современное состояние
На 2017 год в Климово числится 5 улиц; на 2009 год, по данным сельсовета, село занимало площадь 168,2 гектара на которой, в 244 дворах, проживало 735 человек. В селе действуют средняя общеобразовательная школа, сельский клуб, библиотека, фельдшерско-акушерский пункт, отделение Почты России. Село связано автобусным сообщением с райцентром и соседними населёнными пунктами.

## География
Климово — село в степном Крыму в северо-восточной части района, высота центра села над уровнем моря — 33 м. Соседние сёла: Невское в 3 км на юг, Новосельцы в 3 км на запад, Нахимово в 2,5 км на северо-восток и Заря в 3 км на востоке. Расстояние до райцентра — около 18 километров (по шоссе), там же ближайшая железнодорожная станция Урожайная. Транспортное сообщение осуществляется по региональной автодороге 35Н-215 от шоссе Восход — Заря, протяжённостью 10 км (по украинской классификации — С-0-10603).

## История
Еврейское поселение Ротендорф (на идиш Красное село) было основано в 1925 году в рамках программы КомЗЕТа по так называемой «продуктивизации еврейского населения» и согласно Списку населённых пунктов Крымской АССР по Всесоюзной переписи 17 декабря 1926 года, в селе Ротендорф (6-й участок), центре еврейского национального Ротендорфского сельсовета Джанкойского района, числилось 42 двора, из них 41 крестьянский, население составляло 190 человек, из них 184 еврея, 5 русских и 1 украинец, действовала еврейская школа. Постановлением ВЦИК «О реорганизации сети районов Крымской АССР» от 30 октября 1930 года, был вновь создан Биюк-Онларский район, на этот раз — как немецкий национальный в который включили село. Постановлением Президиума КрымЦИКа «Об образовании новой административной территориальной сети Крымской АССР» от 26 января 1935 года был создан немецкий национальный (лишённый статуса национального постановлением Оргбюро ЦК КПСС от 20 февраля 1939 года) Тельманский район (с 14 декабря 1944 года — Красногвардейский) и Ротендорф, вместе с сельсоветом, включили в его состав. По данным всесоюзной переписи населения 1939 года в селе проживало 270 человек. Вскоре после начала Великой Отечественной войны часть еврейского населения Крыма была эвакуирована, из оставшихся под оккупацией большинство расстреляны.
После освобождения Крыма от фашистов, 12 августа 1944 года было принято постановление № ГОКО-6372с «О переселении колхозников в районы Крыма» по которому в район из областей Украины и России переселялись семьи колхозников, а в начале 1950-х годов последовала вторая волна переселенцев из различных областей Украины. Указом Президиума Верховного Совета РСФСР от 21 августа 1945 года Ротендорф был переименован в Климово и Ротендорфский сельсовет — в Климовский. С 25 июня 1946 года Климово в составе Крымской области РСФСР, а 26 апреля 1954 года Крымская область была передана из состава РСФСР в состав УССР. Время упразднения сельсовета и включения в Плодородненский пока не установлено: на 15 июня 1960 года село уже числилось в его составе. В 1966 году создан Восходненский сельсовет, в который включили село. По данным переписи 1989 года в селе проживал 1001 человек. С 12 февраля 1991 года село в восстановленной Крымской АССР, 26 февраля 1992 года переименованной в Автономную Республику Крым. С 21 марта 2014 года в составе Крыма аннексировано Россией.
В 2017 году началось строительство пищевого промышленный парка «Крымское золото» на территории разрушенного винзавода. Завод планирует перерабатывать около 300 тонн подсолнечника в сутки. Кроме того, поля, которые расположены вокруг, будут использоваться как для выращивания подсолнечника, так и для выращивания фруктов. Первая очередь завода мощностью до 35 тысяч тонн нерафинированного масла в год заработала в 2019 году.  В 2020 году планируется начать экспорт масла и жмыха в Сирию.